# Punktewertung (Leichtathletik)
Die Punktewertung soll es ermöglichen, Leistungen in unterschiedlichen Disziplinen der Leichtathletik mit einem für alle Teilnehmer gleichen (objektiven) Maß zu bewerten und damit summarisch zu vergleichen. Die Anwendung erfolgt bei Mehrkämpfen, bei Mannschaftswettkämpfen und allgemein, wenn Einzelleistungen verschiedener Disziplinen verglichen werden sollen.
Es stellt sich die Frage, welche Kriterien bei der Messung berücksichtigt werden sollen und welche willkürliche Skalierung der Messungen sinnvoll ist. Die Verschiedenheit der Disziplinen bei Mehrkämpfen lässt die Frage offen, ob mit der gewählten Skalierung eine gerechte Bewertung möglich ist oder eine Verzerrung eintritt. Für Mehrkämpfe und internationale Wettbewerbe erfolgte die Festlegung der Skalierung durch World Athletics. Sie hat eine wechselvolle Geschichte hinter sich und wird auch heute noch auf Basis aktueller Statistiken weiterentwickelt.
Auf nationaler Ebene pflegen die Leichtathletikverbände eigene Punktewertungen. Dabei ist gegenüber dem internationalen Spitzensport ein wesentlich breiteres Leistungsspektrum abzudecken, das bereits bei den kleinsten Schülerklassen beginnt und auch in der Spitze nicht die Breite internationaler Wettbewerbe erreicht.
Neuerdings sind auch die Leistungen der Senioren mehr in den Blick geraten. Da mit zunehmendem Lebensalter die Leistungen zurückgehen, sinken auch die in den Mehrkämpfen erzielten Punktezahlen deutlich ab. Außerdem ist der Leistungsabfall z. B. in den Laufdisziplinen stärker als beim Wurf. Dies war wenig motivierend für die Teilnahme älterer Athleten an Mehrkampfwettbewerben und führte zu Ungerechtigkeiten. Deshalb wurden speziell für Senioren altersgestaffelte Korrekturfaktoren für die erzielten Leistungen eingeführt.

## Internationale Punktewertung

### Mehrkampf
Grundsätze für die Punktewertung sind:
- Innerhalb einer Disziplin ist die Bewertung progressiv. Das heißt, dass die gleiche absolute Leistungssteigerung bei einer höheren Ausgangsleistung einen höheren Punktezuwachs erbringt als bei einer niedrigeren Ausgangsleistung. Dabei wird angenommen, dass eine Leistungssteigerung bei höherem Ausgangsniveau immer schwieriger wird.
- Die Weltrekordleistungen der Disziplinen werden etwa mit gleicher Punktzahl bewertet.

Die Punkteformeln für die Disziplinen (Freiluft- und Hallenwettbewerbe) des Zehnkampfs der Männer und des Siebenkampfs der Frauen lauten:
für Laufwettbewerbe:
{\displaystyle P=a\cdot \left(b-M\right)^{c}}    für {\displaystyle M<b}, sonst 0 Punkte
für Sprung- und Wurfwettbewerbe:
{\displaystyle P=a\cdot \left(M-b\right)^{c}}    für {\displaystyle M>b}, sonst 0 Punkte
Darin bedeuten
- {\displaystyle P}: Anzahl der Punkte (auf nächste ganze Zahl abzurunden)
- {\displaystyle M}: erzielte Leistung (Läufe in Sekunden, Sprünge in Zentimetern, Würfe in Metern)
- {\displaystyle b}: Mindestleistung, die übertroffen werden muss, um Punkte zu erhalten
- {\displaystyle c}: Progression (Wert größer als 1, aber nicht mehr als 2)
- {\displaystyle a}: Normierungsfaktor

Bei Läufen ist elektronische Zeitnahme vorausgesetzt. Bei Handzeitnahme ist die gemessene Zeit vor der Berechnung der Punkte bei Sprintstrecken zu erhöhen, und zwar um 0,24 s bei Strecken bis 200 Meter und um 0,14 s bei 400 Meter.
Die Konstanten {\displaystyle a}, {\displaystyle b} und {\displaystyle c} sind wie folgt festgelegt:
| Disziplin           | Männer            | Männer            | Männer            | Frauen            | Frauen            | Frauen            |
| ------------------- | ----------------- | ----------------- | ----------------- | ----------------- | ----------------- | ----------------- |
| Disziplin           | {\displaystyle a} | {\displaystyle b} | {\displaystyle c} | {\displaystyle a} | {\displaystyle b} | {\displaystyle c} |
| 60 m (Halle)        | 58,015            | 11,5              | 1,81              | 46,0849           | 13                | 1,81              |
| 100 m               | 25,4347           | 18                | 1,81              | 17,857            | 21                | 1,81              |
| 200 m               | 5,8425            | 38                | 1,81              | 4,99087           | 42,5              | 1,81              |
| 400 m               | 1,53775           | 82                | 1,81              | 1,34285           | 91,7              | 1,81              |
| 800 m               | -                 | -                 | -                 | 0,11193           | 254               | 1,88              |
| 1000 m              | 0,08713           | 305,5             | 1,85              | -                 | -                 | -                 |
| 1500 m              | 0,03768           | 480               | 1,85              | 0,02883           | 535               | 1,88              |
| 60 m Hürden (Halle) | 20,5173           | 15,5              | 1,92              | 20,0479           | 17                | 1,835             |
| 100 m Hürden        | -                 | -                 | -                 | 9,23076           | 26,7              | 1,835             |
| 110 m Hürden        | 5,74352           | 28,5              | 1,92              | -                 | -                 | -                 |
| Hochsprung          | 0,8465            | 75                | 1,42              | 1,84523           | 75                | 1,348             |
| Stabhochsprung      | 0,2797            | 100               | 1,35              | 0,44125           | 100               | 1,35              |
| Weitsprung          | 0,14354           | 220               | 1,40              | 0,188807          | 210               | 1,41              |
| Kugelstoß           | 51,39             | 1,5               | 1,05              | 56,0211           | 1,5               | 1,05              |
| Diskuswurf          | 12,91             | 4                 | 1,10              | 12,3311           | 3                 | 1,10              |
| Hammerwurf          | 13,0449           | 7                 | 1,05              | 17,5458           | 6                 | 1,05              |
| Speerwurf           | 10,14             | 7                 | 1,08              | 15,9803           | 3,8               | 1,04              |
| Gewichtwurf         | 47,8338           | 1,5               | 1,05              | 52,1403           | 1,5               | 1,05              |
Für die Weltrekordleistungen ergeben sich Punkte zwischen 1135 (110 m Hürden Männer) und 1495 (100 m Hürden Frauen).
Die folgenden beiden Beispiele zeigen die Punktzahlen auf Basis der beiden World-Athletics-Formeln:

### Einzeldisziplinen
Bei Länderkämpfen oder allgemein zum Vergleich von Einzeldisziplinen auf internationaler Ebene wurden von der World Athletics Punktewertungen festgelegt, die nur als Tabellenwerke und nicht in Formeln niedergeschrieben sind. Diese wurden von dem bulgarischen Statistiker Bojidar Spiriev entwickelt. Die besten Leistungen werden dabei mit 1400 Punkten bewertet.

## Nationale Punktewertungen

### Deutschland
Im Bereich des DLV gilt für die Mehrkämpfe der Erwachsenen, der Senioren und der Jugend (ab 16 Jahre) die World-Athletics-Mehrkampfwertung. In den Wurfdisziplinen kommen altersabhängige Gerätegewichte zum Einsatz, die aber für die Punktewertung nicht relevant sind. Für spezielle Disziplinen der Mehrkämpfe der Jugend und Senioren sind entsprechende Werte {\displaystyle a}, {\displaystyle b} und {\displaystyle c} zusätzlich definiert. Für die Mehrkämpfe der Schüler (bis 15 Jahre) und alle Mannschaftswettbewerbe gilt eine eigene nationale Punktewertung, die durch die folgenden Formeln definiert ist:
für Laufwettbewerbe:
{\displaystyle P={\frac {\left(D:M\right)-a}{c}}}    für {\displaystyle M<D/a}, sonst 0 Punkte
für Sprung- und Wurfwettbewerbe:
{\displaystyle P={\frac {{\sqrt[{}]{M}}-a}{c}}}    für {\displaystyle M>a^{2}}, sonst 0 Punkte
Darin bedeuten
- {\displaystyle P}: Anzahl der Punkte (auf nächste ganze Zahl abzurunden)
- {\displaystyle M}: erzielte Leistung (Läufe in Sekunden, Sprünge und Würfe in Metern)
- {\displaystyle D}: Distanz, d. h. Länge der Laufstrecke in Metern
- {\displaystyle c}: Normierungsgröße
- {\displaystyle a}: Wert zur Anpassung an die Mindestleistung

Bei Läufen ist elektronische Zeitnahme vorausgesetzt. Bei Handzeitnahme ist die gemessene Zeit vor der Berechnung der Punkte bei Sprintstrecken zu erhöhen, und zwar um 0,24 s bei Strecken bis 200 Meter und um 0,14 s bei 300 Meter und 400 Meter.
Wegen der Vielzahl der Disziplinen folgen hier nur einige für die Schülerklassen relevante Beispiele für die Werte der Konstanten {\displaystyle a} und {\displaystyle c}:
| Disziplin      | Männer            | Männer            | Frauen            | Frauen            |
| -------------- | ----------------- | ----------------- | ----------------- | ----------------- |
| Disziplin      | {\displaystyle a} | {\displaystyle c} | {\displaystyle a} | {\displaystyle c} |
| 50 m           | 3,7900            | 0,00690           | 3,6480            | 0,00660           |
| 75 m           | 4,1000            | 0,00664           | 3,9980            | 0,00660           |
| 100 m          | 4,3410            | 0,00676           | 4,0062            | 0,00656           |
| Weitsprung     | 1,15028           | 0,00219           | 1,0935            | 0,00208           |
| Hochsprung     | 0,84100           | 0,00080           | 0,8807            | 0,00068           |
| Kugelstoß      | 1,4250            | 0,00370           | 1,2790            | 0,00398           |
| Schlagball 80g | 2,8000            | 0,01100           | 2,0232            | 0,00874           |
| Ballwurf 200g  | 1,9360            | 0,01240           | 1,4149            | 0,01039           |
Die Werte sind so festgelegt, dass sich auch bei Berücksichtigung zukünftig zu erwartender Leistungssteigerungen maximal 1000 Punkte ergeben. Daher auch der häufig gebrauchte Name „1000-Punkte-Wertung“.
Die nationale Punkteberechnung wird nicht nur bei offiziellen Wettkämpfen im Bereich des DLV, sondern z. B. auch bei den Bundesjugendspielen angewendet.
Bei den Wurfdisziplinen wird das Gewicht des Wurfgeräts bei der Punkteberechnung nicht berücksichtigt. Beim Wettkampf ist das altersentsprechende Gewicht zu verwenden.
Auffallend ist, dass die Formel für Sprung- und Wurfwettbewerbe nicht progressiv, sondern degressiv ist. Damit soll verhindert werden, dass einzelne herausragende Ergebnisse in diesen Disziplinen überbewertet werden.
Die folgenden beiden Beispiele zeigen die Punktzahlen auf Basis der beiden DLV-Formeln:

### Schweiz
Der SwA arbeitet mit einer nationalen Punktewertung, die sich die World-Athletics-Mehrkampf-Formeln zu eigen macht, jedoch eigene Konstanten {\displaystyle a}, {\displaystyle b} und {\displaystyle c} verwendet. Dabei gibt es eine deutlich größere Progression bei allen Läufen (c-Werte von 2,1 bis 2,5), keine Progression bei den Sprungwettbewerben ({\displaystyle c=1}) mit Ausnahme des Weitsprungs ({\displaystyle c=1{,}1}) und eine Degression ({\displaystyle c=0{,}9}) bei den Wurfdisziplinen.

## Altersfaktoren für die Seniorenklassen
Für die Bewertung der Leistungen von Senioren wurde ein Konzept der Altersfaktoren Model 2010 entwickelt, das in Deutschland ab dem 1. Mai 2009 erprobt wurde und seit dem 1. Mai 2010 international angewendet wird. Im Dezember 2013 fand eine Überarbeitung und Erweiterung der Faktoren statt. Diese Faktoren werden seit Januar 2014 angewendet. Dabei kommen die üblichen Punkteformeln bzw. -tabellen zur Anwendung, jedoch wird zuvor die erzielte Leistung {\displaystyle M}, ggf. bei handgestoppten Sprints um die Korrekturzeit erhöht, mit einem Altersfaktor multipliziert. Die Altersfaktoren für Läufe sind kleiner als 1, so dass sich kürzere Laufzeiten ergeben. Bei Sprüngen und Würfen sind die Faktoren größer als 1 und führen zu größeren Höhen bzw. Weiten. Die Altersfaktoren setzen ab den Klassen M35 bzw. W35, also ab einem Alter von 35 Jahren ein. Die Altersfaktoren sind entsprechend der Altersklasseneinteilung in 5-Jahres-Schritten definiert. Dieses grobe Raster und der damit verbundene Sprung der Faktoren an den 5-Jahres-Grenzen sind der Hauptkritikpunkt des Modells.

## Geschichte
Bei den Olympischen Spielen 1912 wurde erstmals der Zehnkampf der Männer ausgetragen. Für diesen Anlass wurde eine lineare (d. h. nicht progressive) Punktewertung mit einem Endwert von 1000 Punkten für den Weltrekord der jeweiligen Disziplin erstellt. In den 1920er Jahren wurden Punktetabellen für den Fünfkampf der Frauen entwickelt. Der nächste wesentliche Schritt war 1931 die Erstellung der „Finnischen Tabellen“ durch J. Ohls, die erstmals auf statistischer Auswertung erzielter Leistungen basierten und mathematisch durch eine Exponentialfunktion beschrieben wurden, also progressiv waren. Anpassungen an die Leistungsfähigkeit der Athleten haben immer wieder stattgefunden und auch die Progression wurde mal erhöht, mal moderater gestaltet. Erst um 1960 wurde die Bewertung der technischen Disziplinen neu bedacht, mit dem Ergebnis eines degressiven Ansatzes. Während der degressive Punkteverlauf für den Vergleich von Einzeldisziplinen gut geeignet war, gab er Anlass zur Kritik durch die Mehrkämpfer. 1984 wurden deshalb spezielle Punktewertungen entwickelt, die nur noch für Mehrkämpfe gelten und wieder durchgehend progressiv sein sollten. Sie traten 1985 (Freiluftwettkämpfe) und 1986 (Hallenwettkämpfe) in Kraft und sind mit wenigen Anpassungen bis heute gültig.

## Offene Probleme der Bewertungssysteme
Die Grundsätze für eine gerechte Punktwertung, nämlich Progressivität der Punktreihen und Leistungs-Punktäquivalenz, sind auch mit den geltenden Bewertungsvorschriften der IAAF von 1985 und der ungarischen Tabelle von Spiriev nicht zufriedenstellend umgesetzt.
Die Leistungs-Punktkurven sind zwar steigend, aber nicht wirklich progressiv, denn die Steigerung des Punktzuwachses für gleiche Leistungssteigerungen nimmt zu höherem Leistungsniveau hin ab. Dies ist bei Exponenten {\displaystyle c} in den Bewertungsformeln, die kleiner als 2 sind, mathematisch begründet.
Sowohl die Mehrkampftabelle der IAAF von 1985 als auch die Wertung für Einzeldisziplinleistungen von Spiriev bringen immer nur eine Äquivalenz von Leistungen verschiedener Disziplinen für einen bestimmten Leistungsbereich. Bei der IAAF-Mehrkampftabelle ist es der Bereich der Durchschnittsleistungen der weltbesten Mehrkämpfer, der relativ gut mit den Bewertungsformeln abgebildet ist. Bei der Einzeldisziplinwertung Spirievs ist es der Bereich der absoluten Weltklasseleistungen der Spezialisten. Die anderen Leistungsbereiche weisen in der Äquivalenz mehr oder weniger große Diskrepanzen auf. Dies ist auch der Grund dafür, dass es viele verschiedene Bewertungstabellen gibt, die alle andere Leistungen über die Punkte als leistungsäquivalent bezeichnen. Die Ursache hierfür liegt in der verwendeten Grundformel. Mit dem Faktor {\displaystyle a} ist es lediglich möglich, den errechneten Punktwert nach Formel
{\displaystyle P=\left(b-M\right)^{c}} – für Laufdisziplinen –
für eine bestimmte Leistung auf das gewünschte Punkteniveau anzuheben. Alle anderen Zuordnungen von Leistung und Punkten erfolgen dann nach festgelegtem a mittels
{\displaystyle P=a\cdot \left(b-M\right)^{c}}.
Die Erkenntnisse von Statistikauswertungen können so kaum in der Tabelle umgesetzt werden. So wird auch der Grundsatz, dass Weltrekordleistungen aller Disziplinen mit etwa der gleichen Punktzahl bedacht werden sollen, nicht erfüllt. Nach IAAF-Tabelle 1985 werden die Weltrekorde, Stand April 2010, mit einer Differenz von 257 Punkten bewertet. (1126 Punkte für 12,87 s im 110-Meter-Hürdenlauf zu 1383 Punkten für 74,08 m im Diskuswurf.) Schon die 1985 gültigen Weltrekorde waren mit 222 Punkten ungerechtfertigt hoch verschieden bewertet worden. So muss man nach jetziger Mehrkampfwertung der IAAF 1985 11,10 s über 110 Meter Hürden laufen, um genauso viele Punkte wie für 74,08 m im Diskuswurfn zu bekommen. Diese Unstimmigkeiten im obersten Leistungsbereich müssen sich logischerweise auch in die Leistungsbereiche der Mehrkämpfer hinein ziehen. Nicht begründbar ist auch die Festsetzung der Mindestleistungen {\displaystyle b}, an denen aber alle anderen Leistungen gemessen werden.
Die verwendeten Grundformeln sind zu eindimensional, um eine gerechte Leistungs-Punktwertung in allen Leistungsbereichen zu gewährleisten.
Dies führt auch zu unbefriedigenden Altersklasse-Punktwertungen der WMA. Diese beruhen auf dem Bewertungsmechanismus, dass die Altersklassenleistung zunächst mit einem Faktor umgerechnet wird und dann für die neue Leistung der Punktwert aus der IAAF-Tabelle 1985 abgelesen wird. Alle Fehler der IAAF-Grundtabelle werden also in die Altersklassenbewertung der WMA übernommen. Mit dem starren Faktor je Disziplin und Altersklasse kann nur die Stimmigkeit Punkte / Leistung in einem festgesetzten engen Leistungsbereich erreicht werden. Die Zuordnung Leistung zu Punkten in den anderen Leistungsbereichen erfolgt dann unabhängig von den Erkenntnissen statistischer Auswertungen der realen Wettkampfergebnisse. Auch die neuen Faktoren der Tabelle Rehpenning/Harvey, die ab 1. Mai 2010 international gilt, ändern an den vielen Unstimmigkeiten nichts. Nach den neuen Faktoren werden so zum Beispiel der Weltrekord im Kugelstoßen der Altersklasse M 45 = 20,77 m × Faktor 1,2023 = 24,97 m = 1412 Punkte nach IAAF 1985, gleichgesetzt mit 9,48 s über 100 Meter, die ein Läufer in der M 45 für die gleiche Punktzahl erzielen müsste, ein 400-Meter-Läufer in der M 45 müsste 42,65 s laufen: Leistungen, die weit über den gültigen Weltrekordleistungen der offenen Klasse liegen.
Die Vielzahl der international und national verwendeten Bewertungstabellen bringt eine Unübersichtlichkeit mit sich und führt zu völlig unterschiedlichen Leistungsgleichsetzungen.
So sind nach IAAF, Mehrkampfwertung 1985 9,77 s über 100 Meter punktgleich mit 20,87 m im Kugelstoßen, nach der ungarischen Tabelle von Spiriev muss man dagegen die Kugel 23,00 m stoßen, um so viel Punkte zu bekommen wie für 9,77 s über 100 Meter.